# Terra di Enderby
La Terra di Enderby (centrata alle coordinate 67°30′S 53°00′E), è una regione antartica. La maggior parte dei paesi considera questa regione come la porzione di terra che si estende tra la baia di William Scoresby (67°24′S 59°34′E), a est, e il ghiacciaio Shinnan (67°55′S 44°38′E), a ovest. Secondo questa definizione, la costa Terra di Enderby confina a est con la costa di Mawson (e quindi con la Terra di Mac. Robertson) e a ovest con la costa del Principe Olav (e quindi con la Terra della Regina Maud).
Inoltre, sempre secondo la maggior parte dei paesi, la costa della Terra di Enderby è considerata divisa in due: la costa di Kemp, che si estende dal limite orientale della regione fino al lato occidentale della baia di Edoardo VIII, alla latitudine di 56°25'E, e un tratto di costa ancora senza nome che, a partire dal lato occidentale della baia di Edoardo VIII, si estende fino al confine occidentale della regione.

## Storia
La Terra di Enderby è stata scoperta nel 1831 da John Biscoe, comandante della baleniera Tula, ed è stata così rinominata in onore dei fratelli Enderby, proprietari della Samuel Enderby & Sons ed armatori della Tula, che incoraggiarono i loro capitani a unire la caccia alla foca con l'esplorazione della costa antartica.

## Descrizione

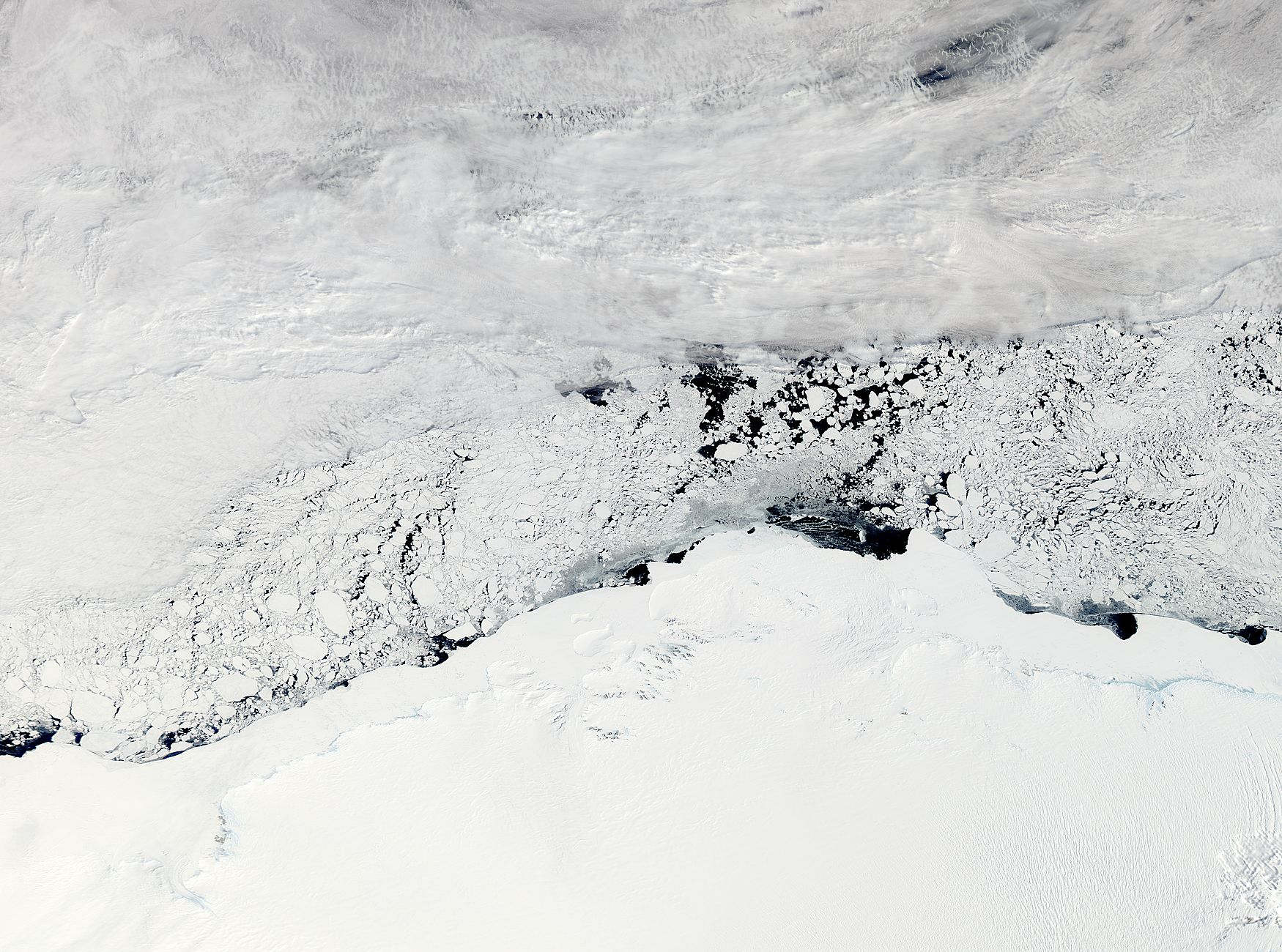
Un'immagine satellitare ottenuta con il MODIS della NASA della Terra di Enderby nel 2011.

L'Australia, che rivendica questa regione come facente parte del Territorio Antartico Australiano, considera invece la Terra di Enderby e la costa di Kemp come due regioni separate (per questo si riferisce a quest'ultima come "Terra di Kemp"), rivedendone anche i confini. Secondo la visione australiana, infatti, la Terra di Enderby si estende dai 45°E ai 55°E e la Terra di Kemp dai 55°E ai 60°E, sovrapponendosi in parte alla costa di Mawson, nella Terra di Mac. Robertson. D'accordo con questi confini è anche la Norvegia, che rivendica il possesso della Terra della Regina Maud, i cui confini verrebbero, in questo modo, estesi e al cui interno si andrebbe a trovare il ghiacciaio Shinnan.
Le formazioni più significative di questa regione sono la baia di Amundsen, la baia di Casey e le montagne di Tula, di Scott e  di Napier. La cima più alta è quella del monte McMaster, che arriva a 2.830 m s.l.m. Il mare che bagna la costa occidentale della Terra di Enderby e la parte orientale della costa del Principe Olav è solitamente conosciuto come mare dei Cosmonauti, mentre il mare che bagna il settore orientale della costa, ossia la costa di Kemp, è conosciuto come mare della Cooperazione.
Davanti alla costa occidentale della regione sono presenti diverse piattaforme glaciali: sul lato orientale della base della penisola Sakellari, è presente la piattaforma di ghiaccio Wyers, centrata alle coordinate (67°11′S 49°54′E), sulla costa meridionale della stessa penisola è poi presente anche la piccola piattaforma di ghiaccio Zubchatyy, centrata alle coordinate (67°13′S 49°05′E) e infine, alle coordinate (67°46′S 47°35′E), è situata la piattaforma di ghiaccio Hannan.